# Parafia św. Barbary w Gniewkowie
Parafia św. Barbary w Gniewkowie znajduje się w dekanacie bolkowskim w diecezji świdnickiej. Była erygowana 6 września 1965 r. Jej proboszczem a wcześniej administratorem jest ks. Daniel Kapłon.
Wieloletnim Proboszczem Parafii był ks. Piotr Sowa, a jego następcą ks. Konrad Polesiak. 